# Dactylocladus
Dactylocladus, monotipski rod drveća iz porodice Crypteroniaceae dio reda mirtolike. Jedina vrsta je D. stenostachys, u tropskim šumama Bornea. Stanište mu je u tresetnim močvarnim šumama, povremeno u šumama kerangas.
Dactylocladus stenostachys raste kao drvo do 40 metara (130 stopa) visoko, s promjerom debla do 150 cm (60 inča). Kora mu je u početku smeđa do siva, au zrelom stablu postaje crvenkasto smeđa i ljuskava. Eliptični listovi dugi su do 10 cm (4 inča). Drvo se koristi za podove i namještaj.